# Rajd Niemiec 1989
Rajd Niemiec 1989 (8. ADAC Rallye Deutschland) – 8 edycja rajdu samochodowego Rajd Niemiec rozgrywanego w Niemczech. Rozgrywany był od 20 do 23 lipca 1989 roku. Była to dwudziesta ósma runda Rajdowych Mistrzostw Europy w roku 1989 (rajd miał najwyższy współczynnik - 20) oraz szósta runda Rajdowych Mistrzostw Niemiec.

## Klasyfikacja rajdu
| Miejsce                      | Kierowca                     | Pilot                        | Samochód                     | Czas                         | Strata                       |                              |
| Klasyfikacja generalna i ERC | Klasyfikacja generalna i ERC | Klasyfikacja generalna i ERC | Klasyfikacja generalna i ERC | Klasyfikacja generalna i ERC | Klasyfikacja generalna i ERC | Klasyfikacja generalna i ERC |
| ---------------------------- | ---------------------------- | ---------------------------- | ---------------------------- | ---------------------------- | ---------------------------- | ---------------------------- |
| 1.                           | Patrick Snijers              | Dany Colebunders             | Toyota Celica GT-4 (ST165)   | 3:42:43                      | 0.0                          |                              |
| 2.                           | Ronald Holzer                | Klaus Wendel                 | Lancia Delta Integrale       | 3:44:45                      | +2:02                        |                              |
| 3.                           | Yves Loubet                  | Jean-Marc Andrié             | Lancia Delta Integrale       | 3:51:04                      | +8:21                        |                              |
| 4.                           | Fabio Arletti                | Leonardo Julli               | Lancia Delta Integrale       | 3:53:23                      | +10:40                       |                              |
| 5.                           | Sepp Haider                  | Ferdinand Hinterleitner      | Opel Kadett GSI 16V          | 3:54:10                      | +11:27                       |                              |
| 6.                           | Jean-Pierre van de Wauwer    | Luc Manset                   | Ford Sierra RS Cosworth      | 3:55:39                      | +12:56                       |                              |
| 7.                           | Jens Mulvad                  | Freddy Pedersen              | Opel Kadett GSI              | 4:01:21                      | +18:38                       |                              |
| 8.                           | Gerd Heisel                  | Werner Hohenadel             | Peugeot 309 GTI              | 4:01:30                      | +18:47                       |                              |
| 9.                           | Harald Demuth                | Manfred Hiemer               | Mitsubishi Galant VR-4       | 4:01:48                      | +19:05                       |                              |
| 10.                          | Omer Saelens                 | Jeannick Breyne              | Ford Sierra RS Cosworth      | 4:05:43                      | +23:00                       |                              |